# Djazia Haddad
Pour les articles homonymes, voir Haddad.
Djazia Haddad, née le 29 janvier 1994, est une judokate algérienne.

## Carrière
Djazia Haddad est médaillée d'argent dans la catégorie des moins de 52 kg aux Championnats d'Afrique de judo 2013 à Maputo, médaillée de bronze dans cette même catégorie aux Championnats d'Afrique de judo 2015 à Libreville avant de remporter le titre des moins de 52 kg aux Jeux africains de 2015 à Brazzaville.